# Zwinkokkel
De Zwinkokkel (Venericor planicosta) is een fossiel weekdier, waarvan grote aantallen schelpen aanspoelen op de stranden van Cadzand-Bad, Knokke en het Zwin.
De wetenschappelijke naam kent de volgende synoniemen:
- Cardita planicosta (Van Regteren Altena, 1937)
- Megacardita planicosta (Janssen et al., 1972)

De geslachtsnaam Venericor betekent: hart van Venus.
De soortnaam planicosta betekent: vlakke ribben

## Uiterlijk
De schelp werd minstens 70 mm lang, maar grotere exemplaren moeten zijn voorgekomen. De schelp is groot en dikschalig maar exemplaren die op het strand gevonden worden zijn vaak sterk verweerd, zodat de ribben dan bijna niet te zien zijn. De 25-32 radiale ribben worden bij toenemende leeftijd geleidelijk minder scherp en vlakken af, waardoor ze steeds lager en breder worden.
De gaatjes die soms in de aangespoelde schelpen zijn te vinden zijn meestal afkomstig van de Boorspons.

## Voorkomen
De fossiele schelpen komen voor in afzettingen uit het vroeg- en midden-Eoceen en zijn bekend van Noordwest-Europa en Noord-Amerika. Behalve bij Cadzand wordt de soort ook gevonden op andere West Zeeuws-Vlaamse stranden en het oostelijk deel van de West-Vlaamse kust maar soms ook daarbuiten, zoals in het Sloegebied, Schouwen en de Maasvlakte.
De schelpen die in de Zwinstreek worden gevonden zijn afkomstig uit banken voor de kust die glauconietzandsteen bevatten.